# 亚文加农村居民点
亚文加农村居民点（俄语：Сельское поселение Явенгское）是俄罗斯联邦沃洛格达州沃热加区所属的一个农村居民点。其下辖有79个居民点，行政中心为巴扎。据2015年统计，该农村居民点的人口为1745人。